# Podarkeopsis guadalupensis
Podarkeopsis guadalupensis är en ringmaskart som beskrevs av Amoureux 1985. Podarkeopsis guadalupensis ingår i släktet Podarkeopsis och familjen Hesionidae. Inga underarter finns listade i Catalogue of Life.